# Мальмстен, Карл Юхан
Карл Юхан Мальмстен (швед. Carl Johan Malmsten; 9 апреля 1814 года, коммуна Скара, Швеция — 11 февраля 1886 года, Уппсала, Швеция) — шведский математик и политический деятель. Известен своими ранними работами по комплексному анализу, теории некоторых специальных функций, а также как сооснователь (вместе с Миттаг-Леффлером) математического журнала Acta Mathematica.
Мальмстен получает степень доцента в 1840 г. и уже через два года становится профессором математики в Университете г. Уппсала. В 1844 его принимают в Шведскую Королевскую Академию Наук. С 1859 по 1866 гг. он также входил в состав правительства коммуны Скара, где занимал пост министра без портфеля, при этом параллельно продолжал заниматься математикой.

## Основной вклад
Долгое время имя Карла Мальмстена упоминалось в основном в связи с его ранними работами по теории функций комплексного переменного. Тем не менее, он также внёс большой вклад и в другие области анализа, в частности в теорию спец. функций и дифференциальных уравнений, но, к сожалению, многие его работы были незаслуженно забыты, а результаты приписаны другим. Так, сравнительно недавно, Ярослав Благушин (Iaroslav Blagouchine) показал что именно Мальмстену принадлежит ряд важнейших работ по логарифмическим интегралам и суммам тесно связанным с гамма-функцией, её логарифмической производной, обобщённой дзета функцией, а также L-рядами Дирихле. В частности, в 1842 году, Мальмстен сумел выразить в аналитическом виде следующие логарифмические интегралы
{\displaystyle \int \limits _{0}^{1}\!{\frac {\,\ln \ln {\frac {1}{x}}\,}{1+x^{2}}}\,dx\,=\,\int \limits _{1}^{\infty }\!{\frac {\,\ln \ln {x}\,}{1+x^{2}}}\,dx\,=\,{\frac {\pi }{\,2\,}}\ln \left\{{\frac {\Gamma {(3/4)}}{\Gamma {(1/4)}}}{\sqrt {2\pi \,}}\right\}}
{\displaystyle \int \limits _{0}^{1}{\frac {\ln \ln {\frac {1}{x}}}{(1+x)^{2}}}\,dx=\int \limits _{1}^{\infty }\!{\frac {\ln \ln {x}}{(1+x)^{2}}}\,dx={\frac {1}{2}}{\bigl (}\ln \pi -\ln 2-\gamma {\bigr )},}
{\displaystyle \int \limits _{0}^{1}\!{\frac {\ln \ln {\frac {1}{x}}}{1-x+x^{2}}}\,dx=\int \limits _{1}^{\infty }\!{\frac {\ln \ln {x}}{1-x+x^{2}}}\,dx={\frac {2\pi }{\sqrt {3}}}\ln {\biggl \{}{\frac {\sqrt[{6}]{32\pi ^{5}}}{\Gamma {(1/6)}}}{\biggr \}}}
{\displaystyle \int \limits _{0}^{1}\!{\frac {\ln \ln {\frac {1}{x}}}{1+x+x^{2}}}\,dx=\int \limits _{1}^{\infty }\!{\frac {\ln \ln {x}}{1+x+x^{2}}}\,dx={\frac {\pi }{\sqrt {3}}}\ln {\biggl \{}{\frac {\Gamma {(2/3)}}{\Gamma {(1/3)}}}{\sqrt[{3}]{2\pi }}{\biggr \}}}
{\displaystyle \int \limits _{0}^{1}\!{\frac {\ln \ln {\frac {1}{x}}}{1+2x\cos \varphi +x^{2}}}\,dx\,=\int \limits _{1}^{\infty }\!{\frac {\ln \ln {x}}{1+2x\cos \varphi +x^{2}}}\,dx={\frac {\pi }{2\sin \varphi }}\ln \left\{{\frac {(2\pi )^{\frac {\scriptstyle \varphi }{\scriptstyle \pi }}\,\Gamma \!\left(\!\displaystyle {\frac {1}{\,2\,}}+{\frac {\varphi }{\,2\pi \,}}\!\right)}{\Gamma \!\left(\!\displaystyle {\frac {1}{\,2\,}}-{\frac {\varphi }{\,2\pi \,}}\!\right)}}\right\},\qquad -\pi <\varphi <\pi .}
{\displaystyle \int \limits _{0}^{1}\!{\frac {x^{n-2}\ln \ln {\frac {1}{x}}}{1-x^{2}+x^{4}-\cdots +x^{2n-2}}}\,dx\,=\int \limits _{1}^{\infty }\!{\frac {x^{n-2}\ln \ln {x}}{1-x^{2}+x^{4}-\cdots +x^{2n-2}}}\,dx=}
{\displaystyle \quad =\,{\frac {\pi }{\,2n\,}}\sec {\frac {\,\pi \,}{2n}}\!\cdot \ln \pi +{\frac {\pi }{\,n\,}}\cdot \!\!\!\!\!\!\sum _{l=1}^{\;\;{\frac {1}{2}}(n-1)}\!\!\!\!(-1)^{l-1}\cos {\frac {\,(2l-1)\pi \,}{2n}}\cdot \ln \left\{\!{\frac {\Gamma \!\left(1-\displaystyle {\frac {2l-1}{2n}}\right)}{\Gamma \!\left(\displaystyle {\frac {2l-1}{2n}}\right)}}\right\},\qquad n=3,5,7,\ldots }
{\displaystyle \int \limits _{0}^{1}\!{\frac {x^{n-2}\ln \ln {\frac {1}{x}}}{1+x^{2}+x^{4}+\cdots +x^{2n-2}}}\,dx\,=\int \limits _{1}^{\infty }\!{\frac {x^{n-2}\ln \ln {x}}{1+x^{2}+x^{4}+\cdots +x^{2n-2}}}\,dx=}
{\displaystyle \qquad ={\begin{cases}\displaystyle {\frac {\,\pi \,}{2n}}\tan {\frac {\,\pi \,}{2n}}\ln 2\pi +{\frac {\pi }{n}}\sum _{l=1}^{n-1}(-1)^{l-1}\sin {\frac {\,\pi l\,}{n}}\cdot \ln \left\{\!{\frac {\Gamma \!\left(\!\displaystyle {\frac {1}{\,2\,}}+\displaystyle {\frac {l}{\,2n}}\!\right)}{\Gamma \!\left(\!\displaystyle {\frac {l}{\,2n}}\!\right)}}\right\},\quad n=2,4,6,\ldots \\[10mm]\displaystyle {\frac {\,\pi \,}{2n}}\tan {\frac {\,\pi \,}{2n}}\ln \pi +{\frac {\pi }{n}}\!\!\!\!\!\sum _{l=1}^{\;\;\;{\frac {1}{2}}(n-1)}\!\!\!\!(-1)^{l-1}\sin {\frac {\,\pi l\,}{n}}\cdot \ln \left\{\!{\frac {\Gamma \!\left(1-\displaystyle {\frac {\,l}{n}}\!\right)}{\Gamma \!\left(\!\displaystyle {\frac {\,l}{n}}\!\right)}}\right\},\qquad n=3,5,7,\ldots \end{cases}}}
Детали вычислений, а также интересный исторический анализ, приводятся в работах Я. Благушина. Многие из этих интегралов были вновь открыты и заново изучены лишь в 20-м веке. В частности, они, без единого упоминания о Мальмстене, периодически появлялись в работах Илана Варди (Ilan Vardi), Виктора Адамчика (Victor Adamchiк), Виктора Молля (Victor Moll), Эрика Вайсстайна и некоторых других. Более того, заблуждения, касающиеся авторства этих формул, зашли так далеко, что во многих современных источниках первый из этих интегралов называется интегралом Варди (Vardi’s integral), хотя он вычислил его на 146 лет позже Мальмстена. Мальмстен получил эти формулы, пользуясь различными достаточно громоздкими разложениями в ряды, почленным интегрированием, а также ловко применяя элементарные преобразования. Методы современного анализа позволяют получить их и менее трудоёмкими способами, такими как методы контурного интегрирования, с помощью дзета-функции Гурвица, через полилогарифмы и с помощью
L-рядов Дирихле. Эти же методы позволяют подсчитать и более сложные интегралы Мальмстена, большое количество которых рассматривалось в работах В. Адамчика, и особенно, Я. Благушина (около 80 интегралов). Вот несколько примеров подобных интегралов
{\displaystyle \int \limits _{0}^{1}{\frac {\ln \ln {\frac {1}{x}}}{1+x^{3}}}\,dx=\int \limits _{1}^{\infty }{\frac {x\ln \ln x}{1+x^{3}}}\,dx={\frac {\ln 2}{6}}\ln {\frac {3}{2}}-{\frac {\pi }{6{\sqrt {3}}}}\left\{\ln 54-8\ln 2\pi +12\ln \Gamma \left({\frac {1}{3}}\right)\right\}}
{\displaystyle \int \limits _{0}^{1}\!{\frac {x\ln \ln {\frac {1}{x}}}{(1-x+x^{2})^{2}}}\,dx=\int \limits _{1}^{\infty }\!{\frac {x\ln \ln x}{(1-x+x^{2})^{2}}}\,dx=-{\frac {\gamma }{3}}-{\frac {1}{3}}\ln {\frac {6{\sqrt {3}}}{\pi }}+{\frac {\pi {\sqrt {3}}}{27}}\left\{5\ln 2\pi -6\ln \Gamma \left({\frac {1}{6}}\right)\right\}}
{\displaystyle \int \limits _{0}^{1}{\frac {\left(x^{4}-6x^{2}+1\right)\ln \ln {\frac {1}{x}}}{\,(1+x^{2})^{3}\,}}\,dx=\int \limits _{1}^{\infty }{\frac {\left(x^{4}-6x^{2}+1\right)\ln \ln {x}}{\,(1+x^{2})^{3}\,}}\,dx={\frac {2\,\mathrm {G} }{\pi }}}
{\displaystyle \int \limits _{0}^{1}{\frac {x\left(x^{4}-4x^{2}+1\right)\ln \ln {\frac {1}{x}}}{\,(1+x^{2})^{4}\,}}\,dx=\int \limits _{1}^{\infty }{\frac {x\left(x^{4}-4x^{2}+1\right)\ln \ln {x}}{\,(1+x^{2})^{4}\,}}\,dx={\frac {7\zeta (3)}{8\pi ^{2}}}}
{\displaystyle {\begin{array}{ll}\displaystyle \int \limits _{0}^{1}{\frac {x\!\left(x^{\frac {m}{n}}-x^{-{\frac {m}{n}}}\right)^{\!2}\ln \ln {\frac {1}{x}}}{\,(1-x^{2})^{2}\,}}\,dx=\int \limits _{1}^{\infty }{\frac {x\!\left(x^{\frac {m}{n}}-x^{-{\frac {m}{n}}}\right)^{\!2}\ln \ln {x}}{\,(1-x^{2})^{2}\,}}\,dx=\!\!\!&\displaystyle {\frac {\,m\pi \,}{\,n\,}}\sum _{l=1}^{n-1}\sin {\dfrac {2\pi ml}{n}}\cdot \ln \Gamma \!\left(\!{\frac {l}{n}}\!\right)-\,{\frac {\pi m}{\,2n\,}}\mathrm {ctg} {\frac {\pi m}{n}}\cdot \ln \pi n\\[3mm]&\displaystyle -\,{\frac {\,1\,}{2}}\ln \!\left(\!{\frac {\,2\,}{\pi }}\sin {\frac {\,m\pi \,}{n}}\!\right)-\,{\frac {\gamma }{2}}\end{array}}}
{\displaystyle {\begin{array}{l}\displaystyle \int \limits _{0}^{1}{\frac {x^{2}\!\left(x^{\frac {m}{n}}+x^{-{\frac {m}{n}}}\right)\ln \ln {\frac {1}{x}}}{\,(1+x^{2})^{3}\,}}\,dx=\int \limits _{1}^{\infty }{\frac {x^{2}\!\left(x^{\frac {m}{n}}+x^{-{\frac {m}{n}}}\right)\ln \ln {x}}{\,(1+x^{2})^{3}\,}}\,dx=-{\frac {\,\pi \left(n^{2}-m^{2}\right)\,}{8n^{2}}}\!\sum _{l=0}^{2n-1}\!(-1)^{l}\cos {\dfrac {(2l+1)m\pi }{2n}}\cdot \ln \Gamma \!\left(\!{\frac {2l+1}{4n}}\right)\\[3mm]\displaystyle \,\,+{\frac {\,m\,}{\,8n^{2}\,}}\!\sum _{l=0}^{2n-1}\!(-1)^{l}\sin {\dfrac {(2l+1)m\pi }{2n}}\cdot \Psi \!\left(\!{\frac {2l+1}{4n}}\right)-{\frac {\,1\,}{\,32\pi n^{2}\,}}\!\sum _{l=0}^{2n-1}(-1)^{l}\cos {\dfrac {(2l+1)m\pi }{2n}}\cdot \Psi _{1}\!\left(\!{\frac {2l+1}{4n}}\right)+\,{\frac {\,\pi (n^{2}-m^{2})\,}{16n^{2}}}\sec {\dfrac {m\pi }{2n}}\cdot \ln 2\pi n\end{array}}}
где m и n целые положительные числа такие что m<n, G — постоянная Каталана, ζ — дзета-функция Римана, Ψ — дигамма-функция, Ψ1 — тригамма-функция; см. соответственно ур. (43), (47) и (48) в для первых трёх интегралов, и упр. 36-a, 36-b, 11-b и 13-b в для последних четырёх (третий интеграл фигурирует в обеих работах). Интересно что некоторые интегралы Мальмстена приводят к гамма- и полигамма-функциям комплексного аргумента, которые не очень часто встречаются в анализе. Так, например,
{\displaystyle \int \limits _{0}^{1}\!{\frac {x\ln \ln {\frac {1}{x}}}{1+4x^{2}+x^{4}}}\,dx=\int \limits _{1}^{\infty }\!{\frac {x\ln \ln {x}}{1+4x^{2}+x^{4}}}\,dx={\frac {\,\pi \,}{\,2{\sqrt {3\,}}\,}}\mathrm {Im} \!\left[\ln \Gamma \!\left(\!{\frac {1}{2}}-{\frac {\ln(2+{\sqrt {3\,}})}{2\pi i}}\right)\!\right]+\,{\frac {\ln(2+{\sqrt {3\,}})}{\,4{\sqrt {3\,}}\,}}\ln \pi }
а также,
{\displaystyle \int \limits _{0}^{1}\!{\frac {\,x\ln \ln {\frac {1}{x}}\,}{\,x^{4}-2x^{2}\mathrm {ch} {2}+1\,}}\,dx=\int \limits _{1}^{\infty }\!{\frac {\,x\ln \ln {x}\,}{\,x^{4}-2x^{2}\mathrm {ch} {2}+1\,}}\,dx=-{\frac {\,\pi \,}{2\,\mathrm {sh} {2}\,}}\mathrm {Im} \!\left[\ln \Gamma \!\left(\!{\frac {i}{2\pi }}\right)-\ln \Gamma \!\left(\!{\frac {1}{2}}-{\frac {i}{2\pi }}\right)\!\right]-{\frac {\,\pi ^{2}}{8\,\mathrm {sh} {2}\,}}-{\frac {\,\ln 2\pi \,}{2\,\mathrm {sh} {2}\,}}}
см. Ярослав Благушин, упр. 7-а и 37 соответственно.
Также установлено что интегралы Мальмстена тесно связаны с обобщёнными постоянными Стилтьеса, которые на данный момент ещё слабо изучены.
В 1842 году, Мальмстену также удалось подсчитать несколько важнейших логарифмических рядов, среди которых наиболее выделяются следующие два:
{\displaystyle \sum _{n=0}^{\infty }(-1)^{n}{\frac {\ln(2n+1)}{2n+1}}\,=\,{\frac {\pi }{4}}{\big (}\ln \pi -\gamma )-\pi \ln \Gamma \left({\frac {3}{4}}\right)}
и
{\displaystyle \sum _{n=1}^{\infty }(-1)^{n-1}{\frac {\sin an\cdot \ln {n}}{n}}\,=\,\pi \ln \left\{{\frac {\pi ^{{\frac {1}{2}}-{\frac {a}{2\pi }}}}{\Gamma \left(\displaystyle {\frac {1}{2}}+{\frac {a}{2\pi }}\right)}}\right\}-{\frac {a}{2}}{\big (}\gamma +\ln 2{\big )}-{\frac {\pi }{2}}\ln \cos {\frac {a}{2}}\,,\qquad -\pi <a<\pi .}
Последний результат особенно важен так как он представляет собой разложение в ряд Фурье логарифма Гамма-функции, результат, который обычно, и как показано в, ошибочно приписывается Ернсту Куммеру, который получил похожую формулу
{\displaystyle {\frac {1}{\pi }}\sum _{n=1}^{\infty }{\frac {\sin 2\pi nx\cdot \ln {n}}{n}}=\ln \Gamma (x)-{\frac {1}{2}}\ln(2\pi )+{\frac {1}{2}}\ln(2\sin \pi x)-{\frac {1}{2}}(\gamma +\ln 2\pi )(1-2x)\,,\qquad 0<x<1,}
лишь в 1847 году (строго говоря, результат Куммера получается из результата Мальмстена полагая a=π(2x-1)).
Мальмстен внёс большой вклад и в теорию дзета-функций, а также относящихся к ним интегралов и рядов. В частности, именно он доказал в 1842 что
{\displaystyle L(s)\equiv \sum _{n=0}^{\infty }{\frac {(-1)^{n}}{(2n+1)^{s}}}\qquad \qquad L(1-s)=L(s)\Gamma (s)2^{s}\pi ^{-s}\sin {\frac {\pi s}{2}},}
и
{\displaystyle M(s)\equiv {\frac {2}{\sqrt {3}}}\sum _{n=1}^{\infty }{\frac {(-1)^{n+1}}{n^{s}}}\sin {\frac {\pi n}{3}}\qquad \qquad M(1-s)=\displaystyle {\frac {2}{\sqrt {3}}}\,M(s)\Gamma (s)3^{s}(2\pi )^{-s}\sin {\frac {\pi s}{2}},}
где ряды слева и справа сходятся при 0<s<1. Интересно что первая из этих формул была указана ещё Леонардом Эйлером в 1749 году, однако именно Мальмстен строго доказал её. Довольно забавно что формула для ряда L(s) была дана и Оскаром Шлёмильхом в 1849 году, причём в качестве упражнения для студентов, однако своё доказательство он опубликовал лишь 9-ю годами спустя. Обращает на себя внимание и схожесть формулы для L(s) со знаменитой формулой отражения Римана
{\displaystyle \zeta (1-s)=2\zeta (s)\Gamma (s)(2\pi )^{-s}\cos {\frac {\pi s}{2}}\,,\qquad \qquad \qquad s\neq 0.}
которую Риман вывел в 1858 году, и которая, кстати говоря, также была впервые дана, хотя и в несколько другом виде, Леонардом Эйлером в 1749 году. В 1846 году Мальмстен также вывел несколько других формул отражения, которые являются частными случаями формулы отражения Гурвица для обобщённой дзета-функции.
Говоря о вкладе Мальмстена в теорию дзета-функций, нельзя не упомянуть и о совсем недавнем открытии его авторства формулы отражения для первой обобщённой постоянной Стилтьеса
{\displaystyle \gamma _{1}{\biggl (}{\frac {m}{n}}{\biggr )}-\gamma _{1}{\biggl (}1-{\frac {m}{n}}{\biggr )}=2\pi \sum _{l=1}^{n-1}\sin {\frac {2\pi ml}{n}}\cdot \ln \Gamma {\biggl (}{\frac {l}{n}}{\biggr )}-\pi (\gamma +\ln 2\pi n)\mathrm {ctg} {\frac {m\pi }{n}}}
где m и n положительные целые числа такие что m<n. Это равенство долгое время ошибочно приписывалось Альмквисту и Меурману (Almkvist and Meurman), которые получили его на полтора века позже Мальмстена.
Примечательно, что работы Мальмстена написаны очень современным языком и легко читаются (несмотря на то что многие написаны по-латыни, по-французски и по-шведски). Кроме того, обозначения, принятые в работах Мальмстена, практически полностью совпадают с современными, что также сильно облегчает их прочтение.